# Solanum smithii
Solanum smithii är en potatisväxtart som beskrevs av Sandra Diane Knapp. Solanum smithii ingår i släktet skattor som ingår i familjen potatisväxter. Inga underarter finns listade i Catalogue of Life.